# Eupithecia amphiplex
Eupithecia amphiplex là một loài bướm đêm trong họ Geometridae.